# Matome Ugaki
Matome Ugaki (jap. 宇垣 纏 Ugaki Matome) (ur. 15 lutego 1890 w Akaiwa, prefektura Okayama, zm. 15 sierpnia 1945 w okolicach Okinawy) – japoński wojskowy, wiceadmirał Japońskiej Cesarskiej Marynarki Wojennej podczas II wojny światowej. Szef sztabu admirała Isoroku Yamamoto do momentu jego śmierci. Ostatni pilot kamikaze Cesarstwa Japonii podczas II wojny światowej.

## Życiorys

### Początki kariery
Urodził się w 1890 roku w Akaiwa w prefekturze Okayama. Ukończył Akademię Cesarskiej Marynarki Wojennej w 1912 roku (40. rocznik) z 9. lokatą na 144 kadetów. Jako kadet służył na krążownikach: „Azuma” i „Hirado”. 1 grudnia 1913 roku po promocji na chorążego został przydzielony do załogi krążownika „Ibuki”. Później służył na krążownikach: „Kongō” (przed modernizacją „Kongo” na pancernik w 1920 roku), „Iwate” i na niszczycielu „Nara”. Po kolejnej promocji w dniu 1 grudnia 1918 roku jako porucznik został wysłany do szkoły artylerii okrętowej, którą ukończył i następnie został przydzielony do załogi niszczyciela „Minekaze” jako szef artylerii.
W 1924 roku Ugaki ukończył podyplomowe studia w Wyższej Szkole Marynarki Wojennej (22. promocja) i został awansowany do stopnia komandora porucznika. Następnie po krótkiej służbie na pokładzie krążownika „Ōi” pracował trzy lata jako wykładowca w szkole artylerii okrętowej, a następnie w latach 1928–1930 był oddelegowany jako oficer rezydent w randze komandora do ambasady w Niemczech.
Od 1 grudnia 1932 roku Ugaki pracował jako instruktor w Wyższej Szkole Marynarki Wojennej. W 1935 roku został przydzielony jako oficer sztabowy do sztabu Połączonej Floty, a w następnym roku dostał swoją pierwszą komendę: krążownik „Yakumo”. W 1937 r. został dowódcą pancernika „Hyūga”.

### II wojna światowa

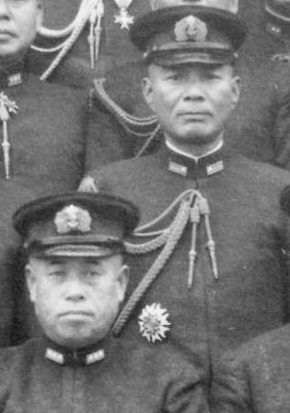
Admirałowie: Ugaki i Yamamoto

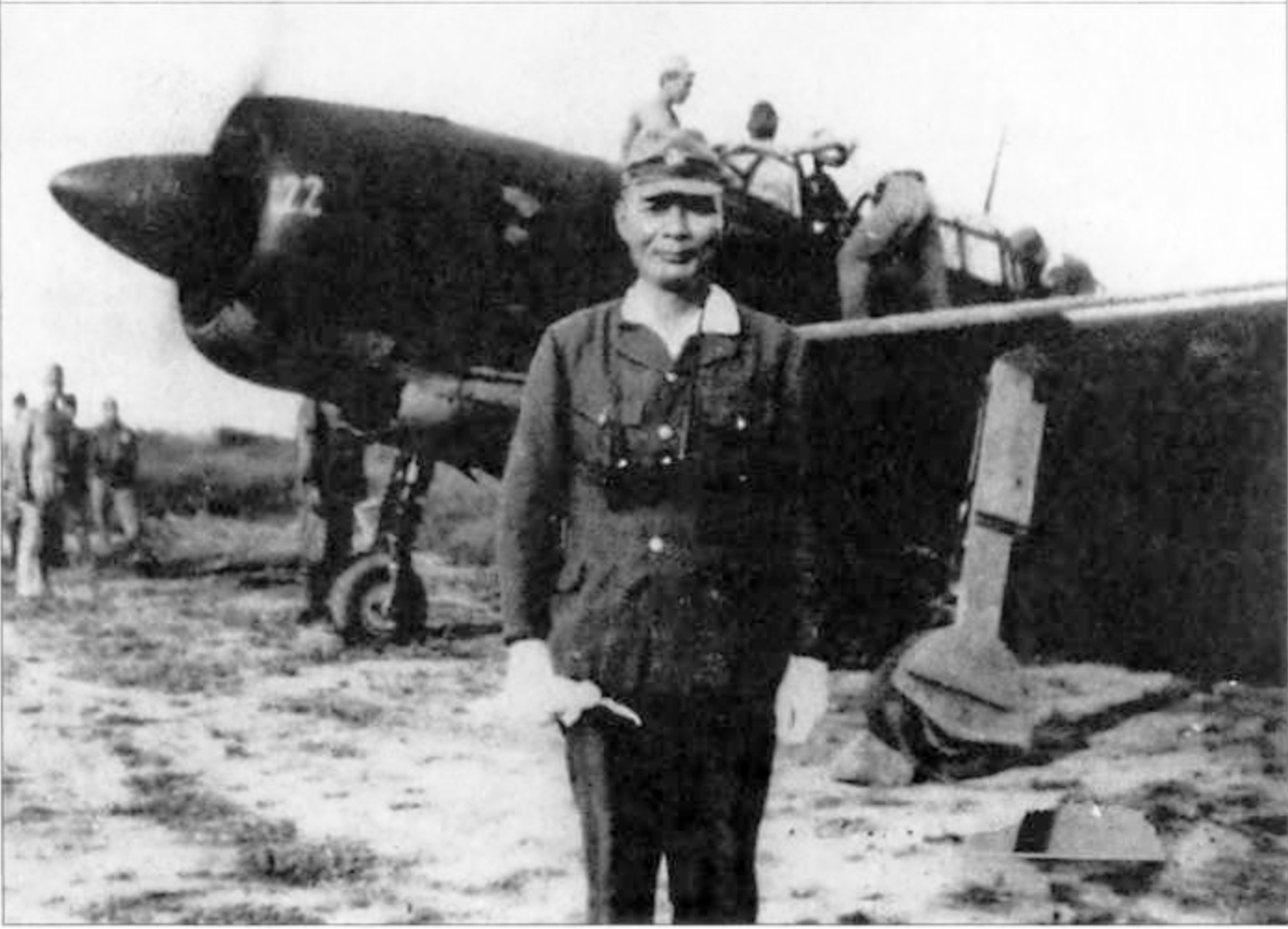
Admirał Ugaki pozuje przed swoim ostatnim lotem

W dniu 15 listopada 1938 roku Ugaki został kontradmirałem. Po przystąpieniu Japonii do II wojny światowej w 1941 roku, został mianowany szefem sztabu Połączonej Floty pod dowództwem admirała Isoroku Yamamoto, w którym służył do 1943 roku i podczas tej służby 1 listopada 1942 został awansowany do stopnia wiceadmirała.
W kwietniu 1943 roku wraz z adm. Yamamoto dokonywał inspekcji walczących oddziałów. 18 kwietnia oba samoloty (Yamamoto i Ugaki lecieli w osobnych samolotach) zostały zestrzelone przez amerykańskich pilotów w pobliżu Wysp Salomona podczas zaplanowanej akcji zwanej operacją Vengeance. Samolot z Yamamoto rozbił się w dżungli, grzebiąc wszystkich lotników, a maszyna z Ugaki spadła do morza. Ugaki był jednym z trzech ocalałych.
Po wyzdrowieniu Ugaki został dowódcą 1. Dywizjonu Pancerników składającego się z okrętów: „Nagato”, „Yamato” i „Musashi” i dowodził nim 24 października podczas bitwy w zatoce Leyte w części zwanej bitwą na morzu Sibuyan oraz 25 października w bitwie na morzu Samar.
W lutym 1945 roku Ugaki został mianowany dowódcą 5. Floty Powietrznej stacjonującej na Kiusiu. W marcu tego roku zorganizował pierwszą grupę kamikaze, a następnie kierował nią w Operacji Ten-gō, atakując okręty US Navy w pobliżu Okinawy. Jednocześnie organizował kolejne oddziały pilotów samobójców, zamierzając wykorzystać je w obronie Kiusiu przeciwko oczekiwanej inwazji aliantów na Wyspy Japońskie. Ugaki planował zaatakować siły inwazyjne setkami samobójczych samolotów i łodzi w ciągu pierwszych kilku godzin inwazji, nazywając swój plan Operacją Ketsu-gō.

### Ostatni lot
W dniu 15 sierpnia 1945 roku cesarz Hirohito wygłosił odezwę radiową, przyznając się do porażki i polecając wojsku zaprzestania działań bojowych. Po wysłuchaniu cesarskiego przemówienia ogłaszającego faktyczną kapitulację Japonii, Ugaki dokonał ostatniego wpisu w dzienniku, w którym stwierdził, że to on sam ponosi główną odpowiedzialność za śmierć pilotów kamikaze, a ponieważ jeszcze nie otrzymał oficjalnego rozkazu przerwania ognia, zdecydował się polecieć na ostatnią samobójczą misję, aby pokazać prawdziwego ducha bushidō. Przed wejściem do samolotu poprosił o zrobienie mu ostatniego zdjęcia. Odpiął insygnia ze swojego munduru, zabierając ze sobą tylko ceremonialny krótki miecz podarowany mu przez admirała Yamamoto. Około godziny 19:24 z maszyny, którą leciał Ugaki, odebrano ostatnią wiadomość, że samolot rozpoczął swoje nurkowanie w kierunku amerykańskiego okrętu. Jednak zapisy US Navy z tego dnia nie potwierdzają żadnego udanego ataku kamikaze. Jest więc prawdopodobne, że ta ostatnia misja samobójcza zakończyła się w oceanie w wyniku trafienia samolotu przez amerykańskie działa przeciwlotnicze.